# Paganese Calcio 1926 2008-2009
Questa pagina raccoglie le informazioni riguardanti la Paganese Calcio 1926 nelle competizioni ufficiali della stagione 2008-2009.

## Rosa
| N. |                      | Ruolo | Calciatore          |
| -- | -------------------- | ----- | ------------------- |
|    | Italia (bandiera)    | D     | Salvatore Astarita  |
|    | Italia (bandiera)    | D     | Danilo Bacchi       |
|    | Italia (bandiera)    | D     | Simone Berardi      |
|    | Italia (bandiera)    | D     | Domenico Bombara    |
|    | Italia (bandiera)    | C     | Paolo Capodaglio    |
|    | Italia (bandiera)    | C     | Fabrizio Caracciolo |
|    | Italia (bandiera)    | P     | Antonio Castelli    |
|    | Italia (bandiera)    | D     | Agatino Chiavaro    |
|    | Italia (bandiera)    | C     | Carmine Cuccinello  |
|    | Italia (bandiera)    | D     | Roberto De Giosa    |
|    | Italia (bandiera)    | A     | Ruggiero De Lorenzo |
|    | Argentina (bandiera) | A     | Julián Di Cosmo     |
|    | Italia (bandiera)    | C     | Antonio Esposito    |
|    | Italia (bandiera)    | A     | Orlando Fanasca     |
|    | Argentina (bandiera) | A     | Sebastian Ferrero   |

| N. |                    | Ruolo | Calciatore         |
| -- | ------------------ | ----- | ------------------ |
|    | Italia (bandiera)  | D     | Daniele Fiorentino |
|    | Italia (bandiera)  | D     | Raffaele Imparato  |
|    | Italia (bandiera)  | D     | Giuseppe Ingrosso  |
|    | Italia (bandiera)  | C     | Benedetto Iraci    |
|    | Italia (bandiera)  | A     | Fabrizio Lasagna   |
|    | Italia (bandiera)  | D     | Matteo Legittimo   |
|    | Italia (bandiera)  | C     | Vincenzo Melillo   |
|    | Francia (bandiera) | A     | Nassim Mendil      |
|    | Italia (bandiera)  | P     | Armando Pantanelli |
|    | Brasile (bandiera) | C     | Felipe Sodinha     |
|    | Italia (bandiera)  | C     | Antonio Stendardo  |
|    | Italia (bandiera)  | D     | Mirko Taccola      |
|    | Italia (bandiera)  | C     | Ivan Tisci         |
|    | Italia (bandiera)  | A     | Keivan Zarineh     |